# 中標津町牛乳消費拡大応援条例
中標津町牛乳消費拡大応援条例（なかしべつちょうぎゅうにゅうしょうひかくだいおうえんじょうれい、平成26年中標津町条例第13号）は、牛乳の消費拡大を目的とする北海道中標津町の条例である。通称は牛乳で乾杯条例（ぎゅうにゅうでかんぱいじょうれい）。

## 概要
中標津町は、人口よりも飼育されている乳牛の頭数のほうが多く、酪農業が基幹産業であり、牛乳の産地としても知られる。
条例にもとづいて、町内で行われる各種行事で乾杯が行われる際には1杯めには牛乳を用いて乾杯することが推奨されており、中標津町内の居酒屋などでも乾杯用の牛乳がメニューに掲載されている。
中標津町の牛乳は味や乳質においても日本トップクラスであるが、あまり知られていなかったため、生活習慣として身近な「乾杯」の機会に「1杯目の乾杯は地場産牛乳で」を合言葉として、牛乳飲用を広く町民の日常生活に浸透させるためのアピールを行うことを目的とした条例として、2014年（平成26年）4月1日より施行された。

## 条文
| ｢町民は、町内で行われる飲食物が提供される会食等において乾杯が行われる場合、可能な範囲において牛乳で乾杯し、その普及促進に協力するよう努めるものとする。｣ |
| —「いろんな条例をどう考える?」『こども六法の使い方』弘文堂。ISBN 978-4335552052。                                                                        |

池上彰は、この条文では「可能な範囲において」と書かれていることから押しつけがましい感じがしないため、条例に反発する人がすくないのではないかと推測している。同様の努力目標であり罰則もない条例として青森県鶴田町の「朝ごはん条例」を挙げている。
対称的に議論を呼んだ条例として香川県ネット・ゲーム依存症対策条例を挙げている。

## 成果
この条例は日本初であり、施行されたことでメディアへの取り上げも多く、中標津町の知名度向上に役立ったとされている。
宴会のみでなく、町内で開催される「なかしべつ夏祭り」、「じゃがいも伯爵まつり」、「まちなか賑わい秋の陣」でも「牛乳で乾杯」が行われるようになり、町内外に広く知られるようになっている。
栃木県那須塩原市、同県那須町でも中標津同様に牛乳による地域活性化の推進、牛乳消費拡大を応援する条例が制定された。
なお、地酒や地元特産のビール、ワイン、ウイスキーなどでの乾杯することをうながす条例は、「牛乳で乾杯」条例よりも多く、日本各地にみられる。

## 歴史
もともと、中標津町のある北海道東部は酪農が盛んであり、選挙の事務所開きなどでの際に牛乳で乾杯するのが定番でもあった。中標津町に隣接する別海町も酪農業が盛んであり、結婚式などで牛乳の乾杯が行われている。
2013年に京都市で制定された「京都市清酒の普及の促進に関する条例」（通称「清酒で乾杯条例」）を知った中標津町の担当者が、上述のようにもともと牛乳で乾杯する風習があったことを取り入れて発案した。
2014年3月13日の北海道中標津町議会において「牛乳消費拡大応援条例」が可決、成立し、同年4月1日より施行された。地酒などでの乾杯条例制定は先例があったが、牛乳での乾杯条例は日本初となる。施行に合わせて、牛乳豆腐といった牛乳を使った郷土料理の習得の呼びかけも行われている。
2024年には施行10周年を記念し、「牛乳で乾杯」しているところを撮影した写真をSNSに投稿してもらうコンテスト「牛乳で乾杯! ミルクフォトでなかしべつを全国に発信しよう!」を日本全国対象に公募している。

## 他自治体
那須塩原市
2015年4月施行の「那須塩原市牛乳等による地域活性化推進条例」も通称は「牛乳で乾杯条例」となっている。
9月2日を「那須塩原市牛乳の日」と定め、イベントを開催し、牛乳で乾杯の画像をSNSで公開するなどの普及促進活動も行っている。